# Volkswagen Amarok
Volkswagen Amarok este o camionetă produsă de Volkswagen Autovehicule Comerciale din 2010. În prezent este la a doua generație.

## A doua generație (2022)

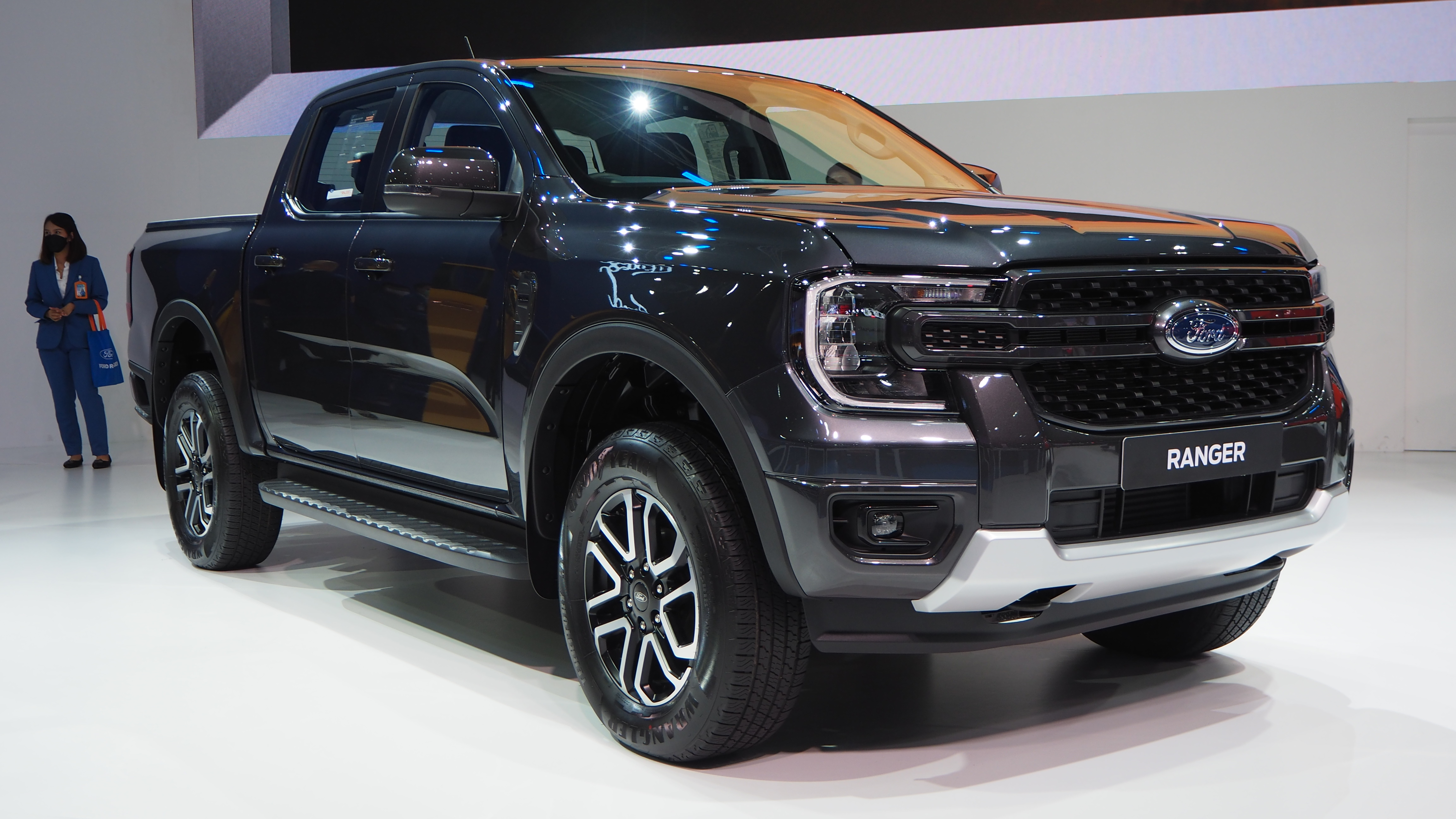
Ford Ranger

A doua generație Amarok a fost lansată pe 7 iulie 2022, având la bază noul Ford Ranger (T6).